# Caye Chapel
La Caye Chapel  est une île de la mer des Caraïbes qui appartient administrativement du District de Belize. L'île, située à 26 km au nord-est de Belize City, est une propriété privée et elle fait partie des quelque 450 îles de la barrière de corail du Belize.

## Infrastructure
L'île dispose d'une piste d'atterrissage, l'aérodrome de Caye Chapel, longue de 1.000 mètres pour les avions, d'un parcours de golf de 18 trous (l'un des trois à Belize) et d'un complexe hôtelier doté de salles de conférence. Après la vente de l'île pour plus de 40 millions de dollars US, elle a été acquise en 2014 pour un montant inconnu par la société d'investissement mexicaine Thor Urbana . En 2017, qui a annoncé son intention d’investir 250 millions de dollars dans l’agrandissement de l'île.

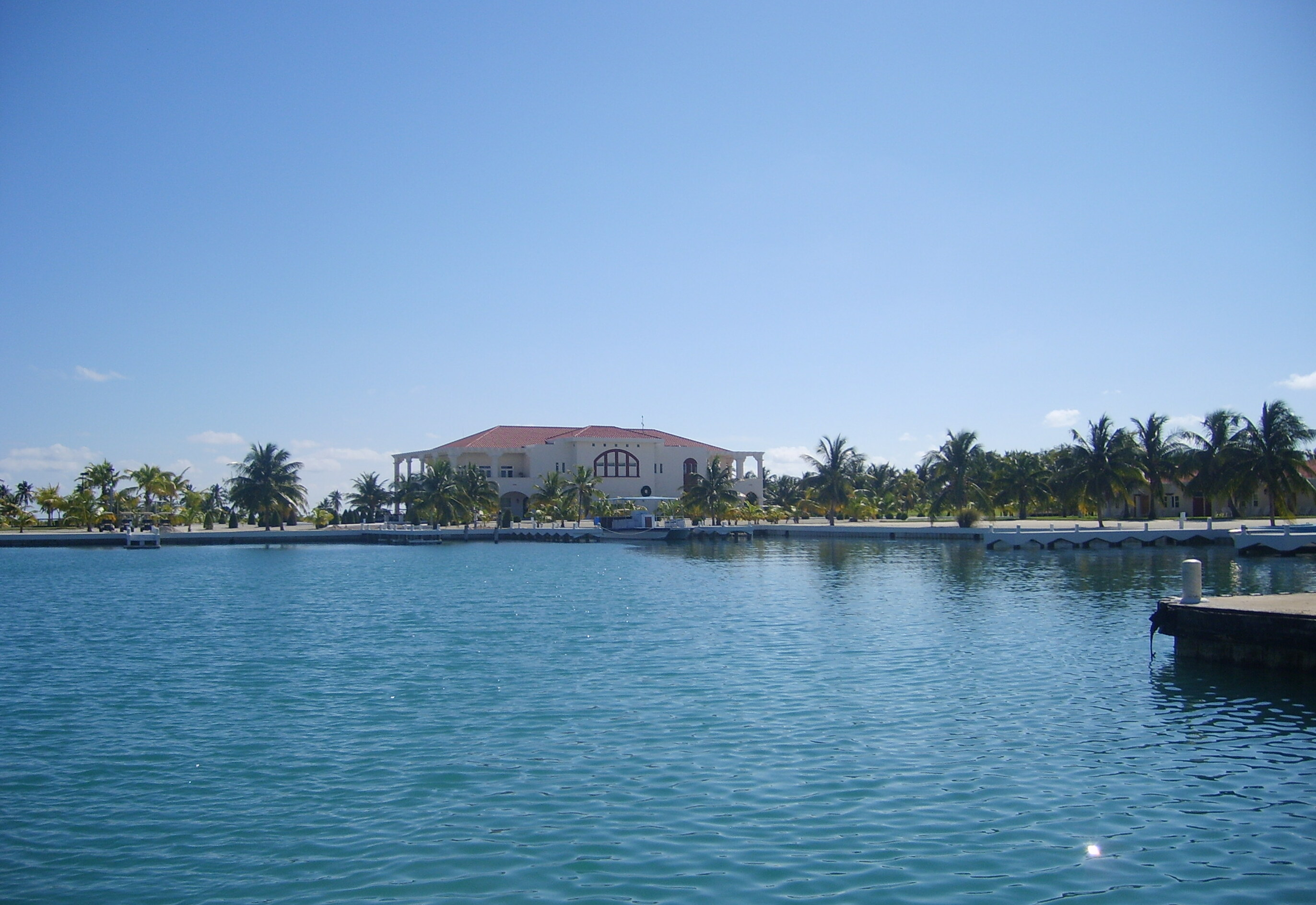
Caye Chapel